# Colm Meaney
Colm J. Meaney (* 30. května 1953 Dublin) je irský herec.
Herectví začal studovat již ve 14 letech a brzy na to se stal členem souboru irského národního divadla Abbey Theatre. Televizní debut absolvoval v roce 1978 v seriálu BBC Z-Cars. Během 80. let hrál v několika filmech a jednorázově vystoupil v různých seriálech.
Roku 1987 obdržel roli v seriálu Star Trek: Nová generace, objevil se již v pilotním díle „Střetnutí na Farpointu“. Jeho postava se začala v seriálu vyskytovat častěji, později obdržela jméno Miles O'Brien, který se následně stal šéfem transportu. V roce 1993 Meaney z Nové generace odešel, neboť jako O'Brien dostal jednu z hlavních rolí v nově vytvářeném seriálu Star Trek: Stanice Deep Space Nine, v němž působil až do roku 1999.
Kromě Star Treku hrál Meaney i ve filmech jako jsou např. Smrtonosná past 2, The Commitments, Přepadení v Pacifiku či Poslední Mohykán. V roce 1993 byl nominován na Zlatý glóbus v kategorii Nejlepší herec v komedii nebo muzikálu za roli ve filmu Nezvaný. Hostoval také v různých seriálech, např. jako MacGyver, Doktorka Quinnová, Hvězdná brána: Atlantida, Zákon a pořádek: Zločinné úmysly nebo Simpsonovi.